# Parafia św. Michała Archanioła w Turzańsku
Parafia św. Michała Archanioła – parafia prawosławna w Turzańsku, w dekanacie Sanok diecezji przemysko-gorlickiej.
Na terenie parafii funkcjonuje 1 cerkiew:
- cerkiew św. Michała Archanioła w Turzańsku – parafialna

Obowiązki proboszcza pełni ks. Marek Gocko z parafii w Komańczy.